# Sechsheber
Ein Sechsheber ist in der Verslehre ein Versmaß mit sechs Hebungen oder ein konkreter Vers, der einem solchen Versmaß entspricht. Der Begriff ist anwendbar in Literaturen mit akzentuierendem Versprinzip, da nur dort die Zahl der Hebungen für das Versmaß bestimmend ist.
Da nach der Heuslerschen Verslehre die Zahl der Takte der Zahl der Hebungen entspricht, wird der Sechsheber auch Sechstakter genannt.
Zu den Formen des Sechshebers in Verbindung mit spezifischen Versfüßen siehe:
- Jambischer Sechsheber
- Trochäischer Sechsheber